# Helena Corbellini
Gloria Helena Corbellini Troche (sinh ngày 7 tháng 1 năm 1959) là một nữ nhà văn và nữ giáo sư người Uruguay.

## Tiểu sử
Helena Corbellini sinh ra ở Montevideo năm 1959 và sống ở Colonia del Sacramento từ năm 2001.
Cô tốt nghiệp giáo sư văn học tại Instituto de Profesores Artigas giáo sư Instituto de Profesores Artigas. Cô là một giáo viên trung học và dạy các lớp học tại Trung tâm Giáo viên khu vực ở Colonia. Cô đã làm việc tại Municipality of Montevideo 's Sở Văn hóa, trong hội thảo do các tổ chức Bộ Giáo dục và Văn hóa, trong Hội đồng Đào tạo Giáo dục, và Chương trình Nghiên cứu Uruguay.
Là một nhà báo văn hóa, Corbellini đã đóng góp cho Zeta, Brecha, El País Văn hóa và La República. Ở Maldonado, cô biên tập tạp chí Asterisco. Cô là tác giả của thơ, tiểu thuyết và văn bản nhắm vào học sinh. Những câu chuyện của cô đã được xuất bản trong tuyển tập của thể loại này.
Tiểu thuyết của cô bao gồm La vida brava. Los amores de Horacio Quiroga (2007), về cuộc đời của Horacio Quiroga, El sublevado. Garibaldi, corsario del Río de La Plata (2009), trên hành trình của Giuseppe Garibaldi đến Montevideo được nhìn từ góc nhìn của một nhân vật nữ, và Hay una cierva menos en el monte (2012), lấy cảm hứng từ vụ giết người năm 2004 một người phụ nữ của chồng cũ ở Conchillas, Cục Colonia.